# 32年テーゼ
32年テーゼ（32ねんテーゼ）は、1932年5月にコミンテルンで決定された『日本における情勢と日本共産党の任務に関するテーゼ』の通称。「赤旗」1932年7月2日特別号に発表された。日本からは片山潜、野坂参三、山本懸蔵らが参加して討議された。前年に草案として提示されたいわゆる「31年政治テーゼ草案」を作成したゲオルギー・サファロフが失脚したため、あらたなテーゼが必要とされてつくられたものである。発表以降、1936年2月に岡野（野坂参三）・田中（山本懸蔵）という変名で「日本の共産主義者への手紙」がモスクワにおいて発表されるまで日本共産党の綱領的文書として扱われた。

## 概略
戦前日本の支配体制を、絶対主義的天皇制、地主的土地所有、独占資本主義の3ブロックの結合と規定し、地主階級と独占資本の代弁者かつ絶対主義的性格をもつ政体として天皇制をみた。そこから、当面する革命は絶対主義的天皇制を打倒するためのブルジョア民主主義革命（反ファシズム解放闘争）であり、プロレタリア革命はその次の段階であると位置づけた（いわゆる二段階革命論）。また、反天皇制に加え、寄生的土地所有の廃止、7時間労働制の実現なども柱としており、「帝国主義戦争と警察的天皇制反対、米と土地と自由のため、労働者、農民の政府のための人民革命」をスローガンとした。
さらに、日本の中国侵略について、純粋に侵略を非難する立場ではなく、アメリカ合衆国との軍事的衝突を避けるために帝国主義間戦争への反対を唱えたことも特徴である。
同時に、当時のコミンテルンは、社会民主主義とファシズムを同列におく社会ファシズム論の立場を採り、社民勢力との闘争を特別に強調した。また、日本における革命的決戦が切迫しているという情勢評価をおこなった。
伊藤晃の研究によれば、この32年テーゼの作成にはスターリンの意図が強く働いたとされる。32年テーゼには、フランスと日本という「二個の帝国主義的憲兵」の同盟がソ連を攻撃すると書かれていることから、谷沢永一は、スターリンの日本への恐怖が、32年テーゼの動機になったとしている。また、1922年11月の「日本における共産主義者の任務」から32年テーゼに至る、日本へのテーゼの連発は、他国の共産主義勢力へのテーゼと比較しても多量であり、いかにコミンテルンが日本問題を最優先事項としていたかが窺える、としている。

## 構成
- 1. 日本帝国主義と戦争
- 2. 当面せる革命の性質
- 3. 革命運動の現状と共産党の当面の任務

──18の節を以上の3つの章に分けている。

## 影響

### 戦前
野呂栄太郎たちは「32年テーゼ」を裏づける形で『日本資本主義発達史講座』（岩波書店）を発表し（刊行計画の具体化はテーゼの発表前であった）、いわゆる「講座派」を形成した。講座派は知識人に一定の影響を与えた。また、社会ファシズム論は、労働運動などでの共産党員の態度などにも現れることとなった。なお、これに反対したのが労農派であって、両派は大論争を行ったが、いずれも共産主義弾圧を受けて壊滅し、論争は深まらなかった。

### 戦後
第二次世界大戦後の1945年10月、政治犯として獄中にいた徳田球一、志賀義雄らが、GHQにより一斉に釈放された。もともと徳田らは、32年テーゼの熱心な信奉者であり、その綱領的立場は獄中においても一貫していた。日本共産党は徳田を書記長に据え、合法政党として再出発。このとき、出獄した徳田や志賀らは、｢人民に訴う」と称する獄中手記を発表した。その中には『連合国軍＝解放軍』（連合国を自由と正義の担い手として、その戦争努力を積極的に支持）という記述が存在した。これが世に言う『解放軍規定』である。
その後、時代が下って、日本はあたかも社会主義革命前夜の様相を呈し、1947年の二・一ゼネストでそれは頂点を迎える。しかし日本共産党はその前日、マッカーサーに命令されてゼネストを中止し、戦うことなく敗北した。
こうした経緯から、日本共産党以外の左翼諸派、とりわけ新左翼は、32年テーゼというセリフをきわめて否定的なイメージで捉えており、解放軍規定さえなければ二・一ゼネストで情勢が変わり、現在の日本は今とまったく違っていたのではないかという総括をしている。
吉本隆明の「転向論」も、32年テーゼを否定的にみる方向から論じられており、これが1950年代以降の文壇に大きな影響を与え、その立場から日本共産党を批判的にみる傾向は、21世紀にもうけつがれている。
一方、右の立場からは、谷沢永一が32年テーゼを戦後日本のいわゆる「進歩的文化人」の源流にあるとして、「反日的日本人の聖典」であると批判した。